# تابع مشتق‌پذیر

یک تابع دیفرانسیل‌پذیر

در حساب دیفرانسیل و انتگرال (شاخه‌ای از ریاضیات)، تابع مشتق‌پذیر یا تابع دیفرانسیل‌پذیر تابعی است که مشتق آن در هر نقطه از دامنه‌اش وجود داشته باشد. نمودار تابع دیفرانسیل‌پذیر باید خط مماسی غیر عمودی در هر نقطه‌ از دامنه‌اش داشته‌باشد. در نتیجه، یک تابع دیفرانسیل‌پذیر نسبتاً باید نرم باشد و نمی‌تواند شامل هیچ نقطهٔ شکست، خم، نوک و یا هر نقطه‌ای با مماس عمودی باشد.